# 新城パーキングエリア
新城パーキングエリア（しんしろパーキングエリア）は、愛知県新城市富岡の東名高速道路上にあるパーキングエリア。愛知県内にあるパーキングエリアであるが、豊橋パーキングエリア同様中日本高速道路名古屋支社管内ではなく、東京支社管内に所在する。

## 道路
- E1 東名高速道路

## 沿革

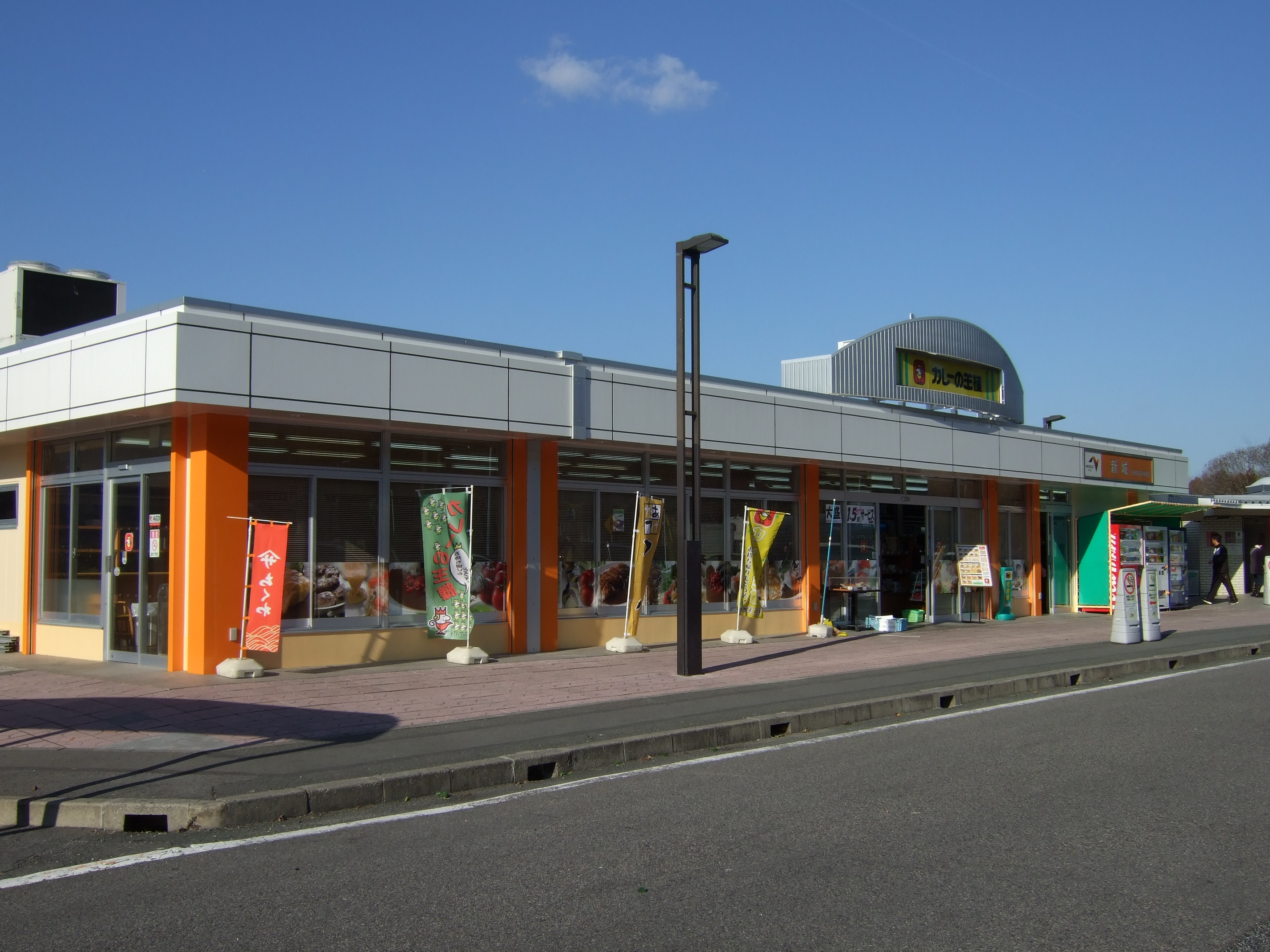
上り線側にあったカレーの王様（2010年撮影）

- 1969年（昭和44年）2月1日 - 供用開始
- 2003年（平成15年）7月19日 - カレーの王様が上り線に開店。
- 2007年（平成19年）7月27日 - 下り線がリニューアルオープンした。それに伴い、ファミリーマートと門前そば山彦（豊川稲荷の門前町に本店を置く）が下り線に開店。
- 2012年（平成24年）4月14日 - 新東名高速道路開通に伴い、東名高速道路豊川ICより東の管轄が中日本高速道路名古屋支社から同社東京支社に変更されたため、当PAの立地が名古屋支社管内から東京支社管内に変更される。
- 2012年（平成24年）5月20日 - カレーの王様閉店。
- 2012年（平成24年）7月13日 - 陣屋サガミが上り線に開店。
- 2018年（平成30年）1月14日 - 陣屋サガミ閉店。
- 2018年（平成30年）3月28日 - デイリーヤマザキ開店。

## 施設

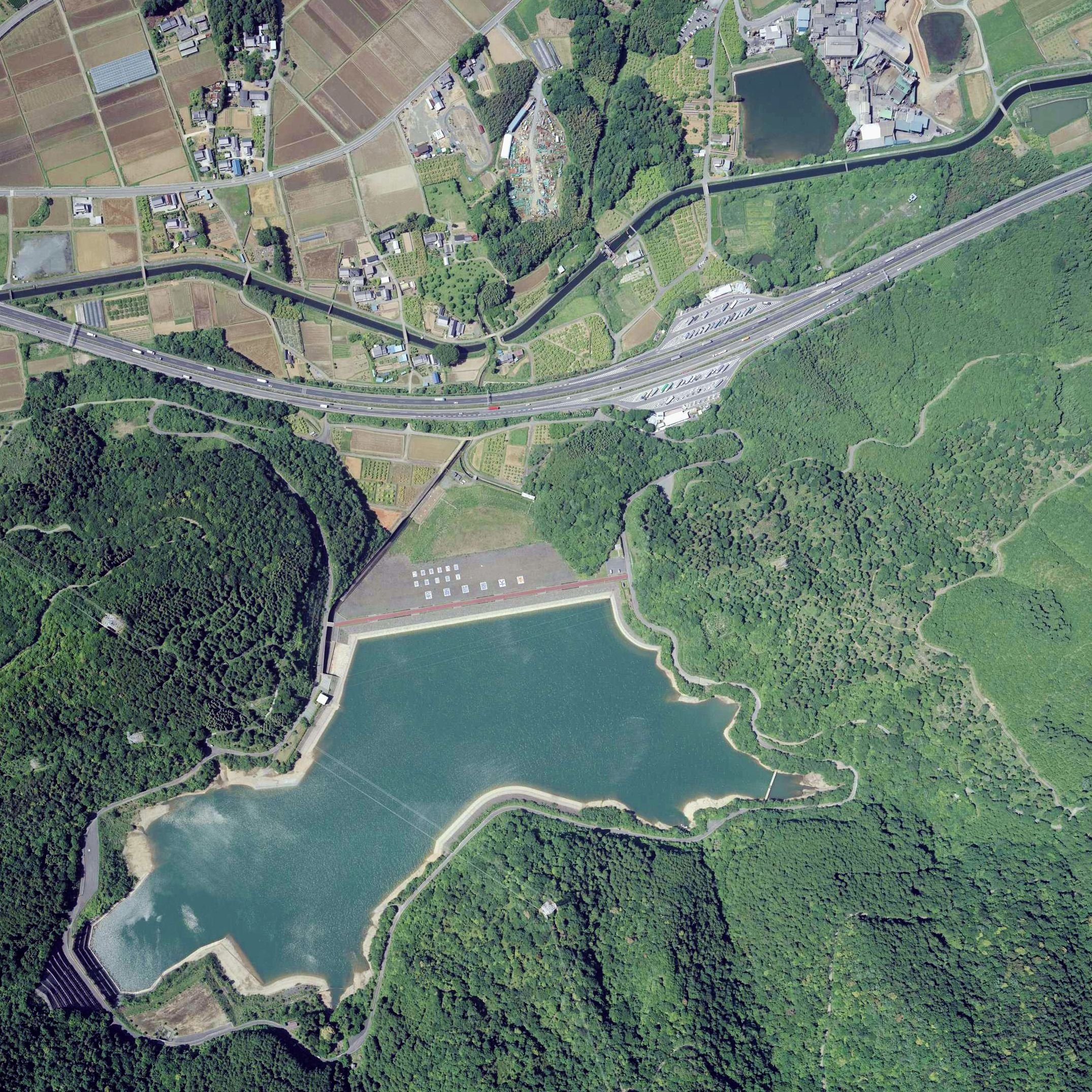
新城パーキングエリア周辺（2018年、国土地理院撮影）。下は豊川用水の大原調整池。

### 上り線（東京方面）
- 駐車場
  - 大型 27台
  - 小型 11台
- トイレ
  - 男性 大2（和式1・洋式1）・小5
  - 女性 5（和式1・洋式4）
    - 同伴の男児用 1

  - 車椅子用 1
- コンビニエンスストア「デイリーヤマザキ」（24時間）[1]
  - イーネット（名古屋銀行管理）
- ハイウェイ情報ターミナル
- 自動販売機

### 下り線（名古屋方面）
- 駐車場
  - 大型 24台
  - 小型 23台
- トイレ
  - 男性 大2（和式1・洋式1）・小5
  - 女性 5（和式1・洋式4）
    - 同伴の男児用 1

  - 車椅子用 1
- 門前そば山彦（9:00 - 19:00）
- コンビニエンスストア「ファミリーマート」（24時間）
  - イーネット（名古屋銀行管理）
- ハイウェイ情報ターミナル

## 隣
E1 東名高速道路
(17) 三ヶ日IC - (17-1) 三ヶ日JCT - 新城PA - 豊橋新城SIC（事業中） - 豊橋PA（下り線のみ） - (18) 豊川IC